# روي جرينسلاد
روي جرينسلاد (بالإنجليزية: Roy Greenslade)‏ (المولود في الحادي والثلاثين من ديسمبر عام 1946) هو بروفيسور في الصحافة في جامعة مدينة لندن وهو يعمل معلقًا إعلاميًا منذ عام 1992، وأبرز الأماكن التي عمل فيها كانت صحيفة الغارديان.
وهو يكتب مدونة يومية في موقع صحيفة الغارديان الإعلامي، كما أنه يكتب كذلك عمودًا في صحيفة إيفينينج ستاندارد (Evening Standard) اللندنية. وقد حصل على تعليمه في مدرسة مقاطعة داغينهام الثانوية (1957–63)، وعندما كان عمره 17 عامًا، تم توظيفه لدى باركينغ آند داغينهام أدفيرتايزر (Barking and Dagenham Advertiser). وبعد العمل بها بعقد عمل لمدة ثلاثة أعوام، انضم إلى لانكشاير إيفينينج تيليجراف (Lancashire Evening Telegraph) في بلاكبرن كمحرر فرعي تابع، قبل أن يقضي 18 عشر شهرًا كمحرر فرعي في مكتب مانشستر لصحيفة ديلي ميل.
وفي عام 1969، انتقل إلى فليت استريت كمحرر إخباري فرعي في جريدة ذا صن، التي كان روبرت ماردوخ قد استحوذ عليها للتو. وقد قضى فترة قصيرة في صحيفة ديلي ميرور في عام 1972 قبل العودة إلى ذا صن كمحرر فرعي ونائب لرئيس التحرير، في البداية في مكتب الأخبار، ثم بعد ذلك في إدارة المقالات الخاصة.
وقد ترك ذا صن في عام 1974 لكتابة أول كتبه وللحصول على درجة في السياسة من جامعة ساسيكس. وقد كان يدرس في الجامعة مع العمل كمحرر فرعي بالقطعة في برايتون أرجوس وبي بي سي راديو برايتون وصانداي ميرور وريفيل. وبعد التخرج في عام 1979، انضم إلى ديلي ستار في مانشستر لمدة ستة أشهر حيث تمت إعارته إلى ديلي إكسبرس في لندن. وقد تم تعيينه بعد فترة قصيرة محررًا للمقالات الخاصة في ديلي ستار.
وفي عام 1981، عاد إلى ذا صن كمحرر مساعد. وبعد خمس أعوام من ذلك، انتقل إلى ذا صنداي تايمز، حيث كان يقوم في البداية بإدارة قسم المراجعة، قبل أن يصبح مدير التحرير (للأخبار). وفي عام 1990، تم تعيينه من خلال روبرت ماكسويل كمحرر لجريدة ديلي ميرور. وقد غادرها في مارس 1991، وفي وقت لاحق من هذا العام، تم تعيينه محررًا استشاريًا لمدة ثلاثة أشهر في ذا صنداي تايمز وتوداي.
ومنذ 1992 وحتى 2005، عمل معلقًا إعلاميًا في صحيفة الغارديان. ثم قضى بعد ذلك ستة أشهر في ذا ديلي تلجراف في وظيفة مشابهة قبل أن يعود إلى الغارديان من أجل إطلاق مدونة إعلامية والبدء في كتابة عمود إعلامي أسبوعي في صحيفة إيفينينج ستاندارد اللندنية. وقد قام بتقديم برنامج Mediumwave على بي بي سي راديو 4 (1993–95)، وفي عام 1996، كان أول من قدم برنامج Britain Talks Back على جرانادا توك تي في. وهو مذيع معتاد حول الشئون الإعلامية.
وهو يعمل في صحيفة بريتيش جورناليزم ريفيو (British Journalism Review) الأكاديمية التي تصدر بشكل ربع سنوي، وهو أحد أمناء جمعية أخلاقيات الإعلام الخيرية، MediaWise. وفي عام 2003، تم تعيينه في منصب بروفيسور في الصحافة في جامعة مدينة لندن خلفًا لـ هاف ستيفنسون.
كما قام كذلك بتأليف ثلاثة كتب، هي وداعًا للطبقة العاملة (Goodbye to the Working Class) (1976) وسقطة ماكسويل (Maxwell's Fall) (1992) وعصابات الصحف: كيف تحقق الصحف الأرباح من الدعاية (Press Gang: How Newspapers Make Profits from Propaganda) (2003).

## حياته الشخصية
يقسم جرينسلاد وقته بين برايتون وراميلتون، في كاونتي دونيغال، في أيرلندا. وهو متزوج من نورين تايلور، الصحفية السابقة في ديلي ميرور ووالدة الممثلة ناتاشا ماكيلهون.

## وصلات خارجية
- The Media in the Digital Age - an address by Roy Greenslade to the NZ Foreign Correspondents Club in Auckland, 5 December 2006. (This link is dead)
- Guardian Article Roy Greenslade &amp; Arthur Scargill